# 1937 na ciência

## Eventos
- Descoberta do elemento químico Tecnécio[1][2]

## Nascimentos
| Data            | Nome                      | Profissão                                                              | Nacionalidade                       | Observações | Ref                               |
| --------------- | ------------------------- | ---------------------------------------------------------------------- | ----------------------------------- | --- | --------------------------------- |
| 14 de janeiro   | Leo Kadanoff              | físico                                                                 | Estados Unidos                      | Prémio Wolf de Física 1980 Medalha Elliott Cresson 1986 Medalha Boltzmann 1989 Medalha Nacional de Ciências 1999 Medalha Lorentz 2006                     | [ 3 ] [ 4 ] [ 5 ]                 |
| 20 de fevereiro | Robert Huber              | químico                                                                | Alemanha                            | Nobel da Química 1988 | [ 6 ]                             |
| 6 de março      | Valentina Tereshkova      | cosmonauta                                                             | União Soviética                     | |                                   |
| 31 de março     | Claude Allègre            | geoquímico e político                                                  | França                              | Prémio Crafoord 1986 Prémio V. M. Goldschmidt 1986 Medalha Wollaston 1987 Medalha de Ouro CNRS 1994 Medalha William Bowie 1995                            | [ 7 ] [ 8 ] [ 9 ] [ 10 ]          |
| 30 de maio      | George Zweig              | físico e neurobiologista                                               | Estados Unidos                      | |                                   |
| 31 de maio      | Antonio Dorival Campos    | bioestatístico                                                         | Brasil                              | m. 2009 |                                   |
| 12 de junho     | Vladimir Arnold           | matemático                                                             | União Soviética                     | m. 2010 |                                   |
| 13 de junho     | Raj Reddy                 | cientista de computação                                                | Reino Unido / Estados Unidos        | Prémio Turing 1994 | [ 11 ]                            |
| 18 de junho     | Xavier Le Pichon          | geofísico                                                              | Império colonial francês (Vietname) | Medalha Maurice Ewing 1984 Prémio A.G. Huntsman 1987 Prémio Japão 1990 Medalha Wollaston 1991 Prémio Balzan 2002                                          | [ 12 ] [ 9 ]                      |
| 23 de junho     | Don Estridge              | engenheiro                                                             | Estados Unidos                      | |                                   |
| 23 de junho     | Nicholas Shackleton       | geólogo e paleoclimatologista                                          | Reino Unido                         | m. 2006 Medalha Lyell 1987 Prémio Crafoord 1995 Medalha Wollaston 1996 Medalha Maurice Ewing 2002 Medalha Real 2003 Prémio Urey 2003 Prémio Vetlesen 2004 | [ 13 ] [ 14 ] [ 9 ] [ 15 ] [ 16 ] |
| 26 de junho     | Robert Coleman Richardson | físico                                                                 | Estados Unidos                      | Nobel da Física 1996 | [ 17 ]                            |
| 4 de julho      | Thomas Nagel              | filósofo                                                               | Estados Unidos                      | |                                   |
| 18 de julho     | Roald Hoffmann            | químico                                                                | Polónia                             | Nobel da Química 1981 | [ 6 ]                             |
| 24 de julho     | Jürgen Neukirch           | matemático                                                             | Alemanha                            | m. 1997 |                                   |
| 21 de agosto    | Bento Prado Júnior        | filósofo, escritor, professor, crítico literário, tradutor e poeta     | Brasil                              | m. 2007 |                                   |
| 10 de setembro  | Jared Diamond             | biólogo evolucionsita, fisiologista, biogeógrafo e autor de não-ficção | Estados Unidos                      | |                                   |
| 16 de setembro  | Ivan Izquierdo            | médico e cientista                                                     | Argentina / Brasil                  | |                                   |
| 1 de dezembro   | Avram Hershko             | bioquímico                                                             | Hungria / Israel                    | Nobel da Química 2004 Prémio Albert Lasker de Pesquisa Médica Básica 2000                                                                                 | [ 6 ] [ 18 ]                      |
| 16 de dezembro  | Giulio Massarani          | professor de engenharia química                                        | Itália                              | m. 2004 |                                   |
| 16 de dezembro  | Luiz Saldanha             | biólogo marinho                                                        | Portugal                            | m. 1977 |                                   |
| 22 de dezembro  | Arthur Jaffe              | físico e matemático                                                    | Estados Unidos                      | |                                   |
| 26 de dezembro  | John Conway               | matemático                                                             | Reino Unido                         | Prémio Leroy P. Steele 2000 |                                   |
| ??              | Fernando Gil              | filósofo                                                               | Portugal                            | m. 2006 |                                   |
| ??              | John Frederick Dewey      | geólogo estrutural                                                     | Reino Unido                         | Medalha Lyell 1983 Medalha Penrose 1992 Medalha Wollaston 1999                                                                                            | [ 14 ] [ 19 ] [ 9 ]               |

## Mortes
| Data           | Nome                            | Profissão               | Nacionalidade                         | Observações | Ref                                |
| -------------- | ------------------------------- | ----------------------- | ------------------------------------- | --- | ---------------------------------- |
| 21 de janeiro  | Erich Trefftz                   | matemático              | Império Alemão                        | n. 1888 |                                    |
| 21 de janeiro  | Guido Straube                   | naturalista             | Brasil                                | n. 1890 |                                    |
| 23 de janeiro  | Orso Mario Corbino              | físico                  | Itália                                | n. 1876 |                                    |
| 13 de março    | Elihu Thomson                   | engenheiro e inventor   | Reino Unido                           | n. 1853 Prémio Rumford (1901) Medalha Edison IEEE (1909) Ordem Nacional da Legião de Honra Medalha Elliott Cresson (1912) Medalha Hughes (1916) Medalha John Fritz (1916) Medalha Franklin (1925) Medalha Faraday (1927) | [ 20 ] [ 21 ] [ 22 ] [ 23 ] [ 24 ] |
| 29 de abril    | Wallace Carothers               | químico e inventor      | Estados Unidos                        | n. 1986 National Inventors Hall of Fame 1984 Medalha Lavoisier (DuPont) 1990 | [ 25 ]                             |
| 12 de maio     | Samuel Alexander Kinnier Wilson | neurologista            | Reino Unido da Grã-Bretanha e Irlanda | n. 1878 |                                    |
| 20 de julho    | Guglielmo Marconi               | físico                  | Itália                                | n. 1874 Nobel da Física 1909 Medallha de Honra IEEE 1920 | [ 17 ] [ 26 ]                      |
| 22 de julho    | James Ramsay Hunt               | neurologista            | Estados Unidos                        | n. 1872 |                                    |
| 27 de agosto   | Lionel Walter Rothschild        | zoólogo                 | Reino Unido da Grã-Bretanha e Irlanda | n. 1868 |                                    |
| 29 de agosto   | Otto Hölder                     | matemático              | Alemanha                              | n. 1859 |                                    |
| 31 de agosto   | Albert Heim                     | geólogo                 | Suíça                                 | n. 1849 Medalha Wollaston 1904 | [ 9 ]                              |
| 19 de outubro  | Ernest Rutherford               | físico                  | Reino Unido da Grã-Bretanha e Irlanda | n. 1871 Nobel da Química 1908 Medalha Rumford 1904 | [ 6 ] [ 27 ]                       |
| 3 de novembro  | Giovanni Luigi Pavarino         | naturalista             | Itália                                | n. 1867 |                                    |
| 10 de novembro | Edward Leamington Nichols       | físico                  | Estados Unidos                        | n. 1854 Prémio Rumford 1928 | [ 20 ]                             |
| 9 de dezembro  | Nils Gustaf Dalén               | físico                  | Suécia                                | n. 1869 Nobel da Física 1912 | [ 17 ]                             |
| ??             | Friedrich Boedeker              | botânico e farmacêutico | Alemanha                              | n. 1867 |                                    |

## Prémios

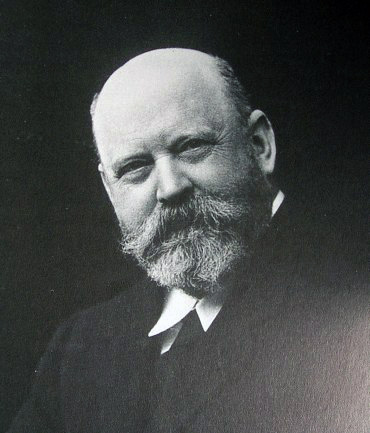
Lionel Walter Rothschild
(1868 - 1937)

### Medalha Bigsby
- Cecil Edgar Tilley[28]

### Medalha Bruce
- Ejnar Hertzsprung[29]

### Medalha Copley
- Henry Dale[30]

### Medalha Davy
- Hans Fischer[31]

### Medalha Edison IEEE
- Gano Dunn[21]

### Medalha Hughes
- Ernest Lawrence[23]

### Medalha Lobachevsky
- Élie Cartan e Viktor Wagner[32]

### Medalha Real
- Arthur Henry Reginald Buller[15] e Nevil Vincent Sidgwick[15]

### Prémio Nobel
- Física - Clinton Joseph Davisson,[17] George Paget Thomson.[17]
- Química - Walter Haworth,[6] Paul Karrer.[6]
- Medicina - Albert Szent-Györgyi.[33]